# Лунго Вале (Сасари)
Лунго Вале је насеље у Италији у округу Сасари, региону Сардинија.
Према процени из 2011. у насељу је живело 11 становника. Насеље се налази на надморској висини од 191 м.